# ТММ-3М1
ТММ-3М1 — тяжёлый механизированный мост на шасси КрАЗ-260.
Предназначается для транспортировки мостовых блоков устройства мостовых переходов. Позволяет организовать переправу через препятствия шириной до 40 м и глубиной до 3 м гусеничного транспорта массой до 60 т и колёсного с нагрузкой до 11 тс на ось. Может использоваться в качестве пристани для плавающей инженерной техники.

## Техническое описание
В комплекс изделия входят:
- 3 мостоукладчика «А»1;
- 1 мостоукладчик «Б»2;

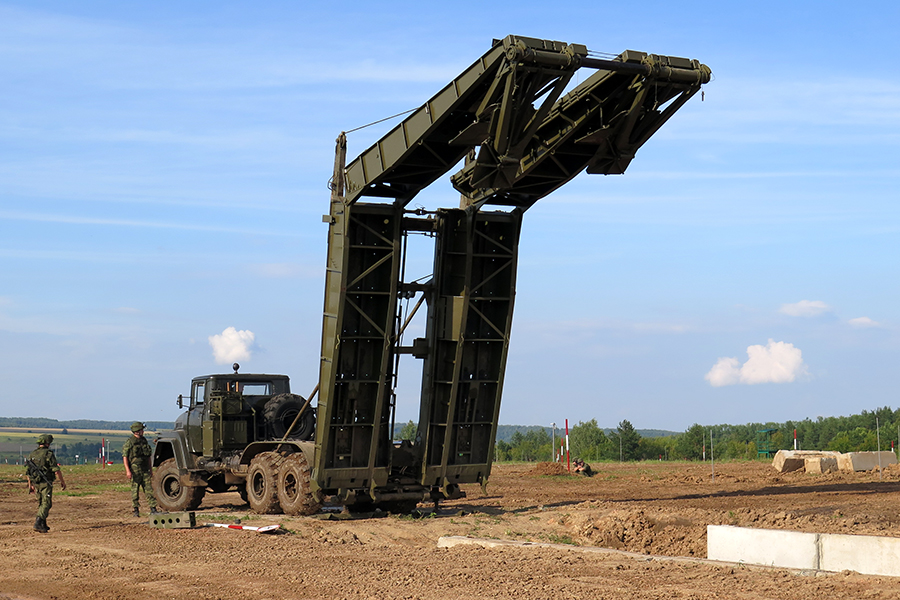
ТММ-3М1 на предварительном прохождении конкурса «Безопасный маршрут» во время международных Армейских игр.

- комплект запасных частей, инструмента и принадлежностей (ЗИП-0);
- дополнительный ЗИП-02.

### Технические характеристики
| Показатель                                    | Значение   |
| --------------------------------------------- | ---------- |
| максимальная длина моста из одного комплекта  | 42 м       |
| ширина проезжей части                         | 3,8 м      |
| грузоподъёмность                              | 60 т       |
| время установки однопролётного моста расчётом | 10 мин     |
| скорость движения по мосту                    | 15-25 км/ч |
| масса мостоукладчика (включая расчёт)         | 20 т       |